# A hercegnő (film, 2008)
A hercegnő (eredeti cím: The Duchess) Saul Dibb életrajzi-dráma filmje. A forgókönyvet Amanda Foreman könyve alapján: Anders Thomas Jensen, Jeffrey Hatcher és a rendező, Saul Dibb írták. A filmet a magyar származású Pados Gyula fényképezte. A film a BBC Films, Paramount Vantage, Pathé filmstúdiók megbízásából készült 2008-ban.
A film története a 18. században játszódik. A film Georgiana Spencer devoni hercegnőről szól, akit Keira Knightley alakít, William Cavendisht Ralph Fiennes, Charles Greyt Dominic Cooper alakítja.  A film igaz történet alapján készült.
2009-es Oscar-díj gálán elnyerte a legjobb jelmeztervezésért járó díjat és még ebben az évben nyert még egy BAFTA-díj is ugyan ebben a kategóriában.

## Szereplők
| Szereplő                  | Színész            | Magyar hang        |
| ------------------------- | ------------------ | ------------------ |
| Georgiana Spencer         | Keira Knightley    | Major Melinda      |
| William Cavendish         | Ralph Fiennes      | Kautzky Armand     |
| Lady Spencer              | Charlotte Rampling | Menszátor Magdolna |
| Charles Grey              | Dominic Cooper     | Dányi Krisztián    |
| Bess Foster               | Hayley Atwell      | Kerekes Andrea     |
| Charles Fox               | Simon McBurney     | Csankó Zoltán      |
| Richard Brinsley Sheridan | Aidan McArdle      | Magyar Bálint      |
| Sir James Hare            | Richard McCabe     |                    |
| Lord Robert               | Angus McEwan       |                    |

## Fontosabb díjak és jelölések
- Oscar-díj (2009)
  - díj: legjobb jelmeztervezésért  (Michael O'Connor)
  - jelölés: legjobb látványtervezés (Michael Carlin és Rebecca Alleway)
- BAFTA-díj (2009)
  - díj: legjobb jelmeztervezésért (Michael O'Connor)
  - jelölés: legjobb sminknek (Jan Archibald és Daniel Phillips)
- Golden Globe-díj (2009)
  - jelölés: legjobb férfi mellékszereplőnek (Ralph Fiennes)